# Emir Kujović
Emir Kujović (Bijelo Polje, 22 juni 1988) is een Zweeds voetballer van Bosnische afkomst die doorgaans als aanvaller speelt. Kujović debuteerde in 2015 in het Zweeds voetbalelftal.

## Clubcarrière
Kujović debuteerde in 2006 in het betaald voetbal in het shirt van Landskrona BoIS. Hij verhuisde in 2007 naar Halmstads BK, maar dat verhuurde hem datzelfde seizoen aan Falkenbergs FF. Kujović keerde in 2008 terug bij Halmstads en debuteerde daarvoor in de eerste wedstrijd van dat seizoen, als invaller tegen Gefle IF (1–0). Bij Halmstad speelde hij samen met zijn oudere broer Ajsel Kujović, die bij de club speelde tussen 2006 en 2009.
Kujović tekende in oktober 2010 een vierjarig contract bij Kayserispor, dat in januari 2011 inging. Hij speelde gedurende het seizoen 2010/11 regelmatig en eindigde als vierde op de Turkse topscorerslijst dat jaar. Het seizoen daarna ging het moeizamer, mede door blessures. De club verhuurde hem in 2013 aan het Turkse Elazığspor.
Kujović tekende op 9 augustus 2013 een driejarig contract bij IFK Norrköping. Hier werd hij herenigd met de trainer uit zijn tijd bij Halmstads BK, Janne Andersson. Kujović werd in 2015 Zweeds landskampioen met Norrköping. Hij werd datzelfde jaar ook topscorer van de Zweedse competitie.
Kujović tekende in juli 2016 een contract tot medio 2019 bij KAA Gent. Hij debuteerde in de competitiewedstrijd tegen KV Kortrijk op 31 juli 2016, waarin hij in de 86ste minuut inviel voor Laurent Depoitre. Hij kwam dat seizoen in totaal slechts in vier wedstrijden in actie voor Gent. Zijn contract bij Gent werd op 22 juni 2017 in onderling overleg ontbonden. Hierna speelde hij twee seizoenen voor Fortuna Düsseldorf. Medio 2019 keerde hij bij Djurgårdens IF terug in Zweden.

## Statistieken
| Seizoen         | Club             | Land             | Competitie         | Competitie | Competitie | Beker | Beker | Andere | Andere | Internationaal | Internationaal | Totaal | Totaal |
| Seizoen         | Club             | Land             | Competitie         | Wed.       | Dlp.       | Wed.  | Dlp.  | Wed.   | Dlp.   | Wed.           | Dlp.           | Wed.   | Dlp.   |
| --------------- | ---------------- | ---------------- | ------------------ | ---------- | ---------- | ----- | ----- | ------ | ------ | -------------- | -------------- | ------ | ------ |
| 2006            | Landskrona BoIS  | Vlag van Zweden  | Superettan         | 3          | 0          | 0     | 0     | 0      | 0      | 0              | 0              | 3      | 0      |
| 2007            | Halmstads BK     | Vlag van Zweden  | Allsvenskan        | 0          | 0          | 0     | 0     | 0      | 0      | 0              | 0              | 0      | 0      |
| 2007            | → Falkenbergs FF | Vlag van Zweden  | Superettan         | 24         | 6          | 0     | 0     | 0      | 0      | 0              | 0              | 24     | 6      |
| 2008            | Halmstads BK     | Vlag van Zweden  | Allsvenskan        | 25         | 4          | 0     | 0     | 0      | 0      | 0              | 0              | 25     | 4      |
| 2009            | Halmstads BK     | Vlag van Zweden  | Allsvenskan        | 29         | 8          | 0     | 0     | 0      | 0      | 0              | 0              | 29     | 8      |
| 2010            | Halmstads BK     | Vlag van Zweden  | Allsvenskan        | 21         | 2          | 0     | 0     | 0      | 0      | 0              | 0              | 21     | 2      |
| 2010/11         | Kayserispor      | Vlag van Turkije | Süper Lig          | 12         | 4          | 0     | 0     | 0      | 0      | 0              | 0              | 12     | 4      |
| 2011/12         | Kayserispor      | Vlag van Turkije | Süper Lig          | 18         | 8          | 3     | 2     | 0      | 0      | 0              | 0              | 21     | 10     |
| 2012/13         | Kayserispor      | Vlag van Turkije | Süper Lig          | 4          | 0          | 1     | 0     | 0      | 0      | 0              | 0              | 5      | 0      |
| 2012/13         | → Elazığspor     | Vlag van Turkije | Süper Lig          | 3          | 0          | 0     | 0     | 0      | 0      | 0              | 0              | 3      | 0      |
| 2013            | IFK Norrköping   | Vlag van Zweden  | Allsvenskan        | 2          | 0          | 4     | 2     | 0      | 0      | 0              | 0              | 6      | 2      |
| 2014            | IFK Norrköping   | Vlag van Zweden  | Allsvenskan        | 19         | 10         | 4     | 0     | 0      | 0      | 0              | 0              | 23     | 10     |
| 2015            | IFK Norrköping   | Vlag van Zweden  | Allsvenskan        | 29         | 21         | 1     | 1     | 0      | 0      | 0              | 0              | 30     | 22     |
| 2016            | IFK Norrköping   | Vlag van Zweden  | Allsvenskan        | 9          | 7          | 4     | 3     | 0      | 0      | 0              | 0              | 13     | 10     |
| 2016/17         | KAA Gent         | Vlag van België  | Jupiler Pro League | 1          | 0          | 1     | 0     | 0      | 0      | 2              | 0              | 4      | 0      |
| Carrière totaal | Carrière totaal  | Carrière totaal  | Carrière totaal    | 199        | 70         | 18    | 8     | 0      | 0      | 2              | 0              | 219    | 78     |

Bijgewerkt tot en met 21 september 2016.

## Interlandcarrière
Kujović werd in november 2015 voor het eerst opgeroepen voor het Zweeds voetbalelftal, voor play-off wedstrijden tegen Denemarken. Hij debuteerde in januari 2006. Hij werd op 11 mei 2016 opgenomen in de Zweedse selectie voor het Europees kampioenschap voetbal 2016 in Frankrijk. Zweden werd uitgeschakeld in de groepsfase na nederlagen tegen Italië (0–1) en België (0–1) en een gelijkspel tegen Ierland (1–1). Kujović kwam zelf niet in actie tijdens het toernooi.
| Interlands van Emir Kujović voor Zweden | Interlands van Emir Kujović voor Zweden | Interlands van Emir Kujović voor Zweden | Interlands van Emir Kujović voor Zweden | Interlands van Emir Kujović voor Zweden | Interlands van Emir Kujović voor Zweden | Interlands van Emir Kujović voor Zweden |
| No.                                     | Datum                                   | Wedstrijd                               | Uitslag                                 | Soort Wedstrijd                         | Doelpunten                              | Assists                                 |
| Als speler bij IFK Norrköping           | Als speler bij IFK Norrköping           | Als speler bij IFK Norrköping           | Als speler bij IFK Norrköping           | Als speler bij IFK Norrköping           | Als speler bij IFK Norrköping           | Als speler bij IFK Norrköping           |
| --------------------------------------- | --------------------------------------- | --------------------------------------- | --------------------------------------- | --------------------------------------- | --------------------------------------- | --------------------------------------- |
| 1.                                      | 6 januari 2016                          | Estland – Zweden                        | 1 – 1                                   | Vriendschappelijk                       | 0                                       | 0                                       |
| 2.                                      | 10 januari 2016                         | Zweden – Finland                        | 3 – 0                                   | Vriendschappelijk                       | 1                                       | 0                                       |
| 3.                                      | 24 maart 2016                           | Turkije – Zweden                        | 2 – 1                                   | Vriendschappelijk                       | 0                                       | 1                                       |
| 4.                                      | 15 juni 2016                            | Zweden – Wales                          | 3 – 0                                   | Vriendschappelijk                       | 0                                       | 0                                       |
| Als speler bij KAA Gent                 |                                         |                                         |                                         |                                         |                                         |                                         |
| 5.                                      | 6 september 2016                        | Zweden – Nederland                      | 1 – 1                                   | Kwalificatie WK 2018                    | 0                                       | 0                                       |
| Totaal                                  | Totaal                                  | Totaal                                  | Totaal                                  | Totaal                                  | 1                                       | 1                                       |

Bijgewerkt t/m 6 september 2016.

## Erelijst
IFK Norrköping
- Zweeds landskampioen

2015
- Zweeds topscorer

2015 (21 goals)